# Dissodon jacquemontii
Dissodon jacquemontii là một loài rêu trong họ Splachnaceae. Loài này được Bruch & Schimp. mô tả khoa học đầu tiên năm 1844.